# えむえむっ! キャラクターCD
「えむえむっ! キャラクターCD」（えむえむっ! キャラクターシーディー）は、テレビアニメ『えむえむっ!』のキャラクターソングシングルシリーズ。

## 概要
テレビアニメ『えむえむっ!』のキャラクターソング。2010年12月15日から2011年1月26日にかけてGloryHeavenから計2枚がリリースされた。歌、及びメッセージはそれぞれ、作中でヒロインを務める石動美緒役の竹達彩奈と結野嵐子役の早見沙織が担当している。石動美緒名義の作品としては、前作「HELP!!」から約2ヶ月ぶりのリリース。両者とも、前半は各キャラクターの持ち歌、後半にはドラマとオフヴォーカルが収録されている。各シリーズともCDジャケットには、それぞれ石動美緒と結野嵐子のチアガール姿がプリントされている。
「美緒様CD」は、2010年12月27日付のオリコンウィークリーチャートで98位を獲得。初動売上は800枚を記録した。

## リリース一覧

### 美緒様CD
収録曲
1. 正気≒狂気らぶそでぃー [3:54]
作詞：こだまさおり、作曲・編曲：corin.
2. Happy Birthday, my holy day [3:43]
作詞：こだまさおり、作曲・編曲：橋本由香利
3. 美緒様とデート♥ Track3 [1:22]
4. 美緒様とデート♥ Track4 [0:19]
5. 美緒様とデート♥ Track5 [0:27]
6. 美緒様とデート♥ Track6 [1:14]
7. 美緒様とデート♥ Track7 [0:23]
8. 美緒様とデート♥ Track8 [0:29]
9. 美緒様とデート♥ Track9 [1:21]
10. 美緒様とデート♥ Track10 [0:24]
11. 美緒様とデート♥ Track11 [0:26]
12. 美緒様とデート♥ Track12 [1:27]
13. 美緒様とデート♥ Track13 [0:22]
14. 美緒様とデート♥ Track14 [0:29]
15. 美緒様とデート♥ Track15 [1:40]
16. 正気≒狂気らぶそでぃー（instrumental）
17. Happy Birthday, my holy day（instrumental）

### 嵐子CD
収録曲
1. あなたとわたしのディスタンス
作詞：こだまさおり、作曲：田代智一、編曲：Tron-LM
2. Melty time 〜やさしい場所で
作詞：こだまさおり、作曲・編曲：橋本由香利
3. 嵐子とデート♥ Track3
4. 嵐子とデート♥ Track4
5. 嵐子とデート♥ Track5
6. 嵐子とデート♥ Track6
7. 嵐子とデート♥ Track7
8. 嵐子とデート♥ Track8
9. 嵐子とデート♥ Track9
10. 嵐子とデート♥ Track10
11. 嵐子とデート♥ Track11
12. 嵐子とデート♥ Track12
13. 嵐子とデート♥ Track13
14. 嵐子とデート♥ Track14
15. 嵐子とデート♥ Track15
16. あなたとわたしのディスタンス（instrumental）
17. Melty time 〜やさしい場所で（instrumental）

## 解説
| 曲名                        | タイアップ                                                    |
| --------------------------- | ------------------------------------------------------------- |
| Happy Birthday, my holy day | テレビアニメ『えむえむっ!』第12話（最終回）エンディングテーマ |